# Juan Cámara
Juan del Carmen Cámara Mesa (ur. 13 lutego 1994 w Jaén) – hiszpański piłkarz, występujący na pozycji pomocnika. Młodzieżowy reprezentant Hiszpanii w latach 2009–2010.

## Kariera klubowa
Wychowanek Villarrealu CF, dla którego nie wystąpił w pierwszej drużynie, lecz zagrał 40 meczów, zdobywając 9 goli, w jej jego rezerwach. Zadebiutował w nich 3 czerwca 2012 roku, w meczu Segunda División przeciwko Deportivo La Coruña. Następnie był piłkarzem FC Barcelony, w której zadebiutował 9 grudnia 2015 roku w meczu fazy grupowej Ligi Mistrzów UEFA przeciwko Bayerowi 04 Leverkusen. 31 sierpnia 2016 roku został wypożyczony do Girony FC, a 10 sierpnia 2017 roku – do CF Reus Deportiu.
9 sierpnia 2018 roku przeniósł się z FC Barcelony do występującego w Ekstraklasie zespołu Miedzi Legnica, z którym zaliczył spadek do I ligi. 31 maja 2019 roku Cámara został zawodnikiem Jagiellonii Białystok. Z białostockiego klubu był wypożyczany do zespołów: Dinamo Bukareszt, Universitatea Krajowa i Sabah Baku. 15 lipca 2022 roku ponownie znalazł się w kadrze Jagiellonii na jej ligowe mecze, odszedł po sezonie 2022/2023. 18 lipca 2023 został zawodnikiem pierwszoligowego Zagłębia Sosnowiec.

## Sukcesy

### Klubowe

#### FC Barcelona
- Puchar Króla: 2015/2016[14]

#### Universitatea Krajowa
- Puchar Rumunii: 2020/2021[14]